# Chargeurs
Le Groupe Chargeurs est une entreprise française, qui œuvre dans la protection temporaire de surfaces, l’entoilage pour l’habillement, les textiles techniques et la laine peignée haut de gamme.
Chargeurs est issu du groupe textile Pricel, créé au XIXe siècle et coté à la Bourse de Paris depuis les années 1950. Pricel avait été créé par la famille Gillet, industriels lyonnais qui y avaient regroupé leurs activités de textiles naturels. Renaud Gillet avait par ailleurs créé une activité de textiles synthétiques au sein de Rhône Poulenc.
À la fin des années 1970, Pricel regroupait des activités d'ennoblissement textile, de la fabrication d'entoilage, des activités issues du textile comme la fabrication d'éponges (devenues Spontex) et un atelier de Spontex fabriquant des films de protection de surface (devenu la société Novacel), des haciendas, laiteries et fabrications de tannins naturels en Argentine.
La majorité du groupe Pricel est rachetée en 1977 par un industriel français, Jérôme Seydoux, assisté de son directeur général, Noël Goutard, qui vont progressivement restructurer le groupe.
En 1979 et 1980, Pricel rachète à la famille d'armateurs marseillais la société cotée Chargeurs Réunis, dont les actifs principaux sont UTA, une compagnie aérienne, Compagnie maritime des Chargeurs Réunis, société des transports maritimes exploitant des lignes vers l'Afrique et l'Extrême-Orient, les croisières Paquet, Safic Alcan spécialisée dans les caoutchoucs, la société Seppic spécialisée dans les spécialités chimiques, Grands Travaux de Marseille (travaux publics).
Pricel va absorber Chargeurs Réunis, et prendre le nom de Chargeurs, terme commun à l'industrie textile et au transport maritime.

## Histoire

### Chargeurs réunis, transporteur des mers

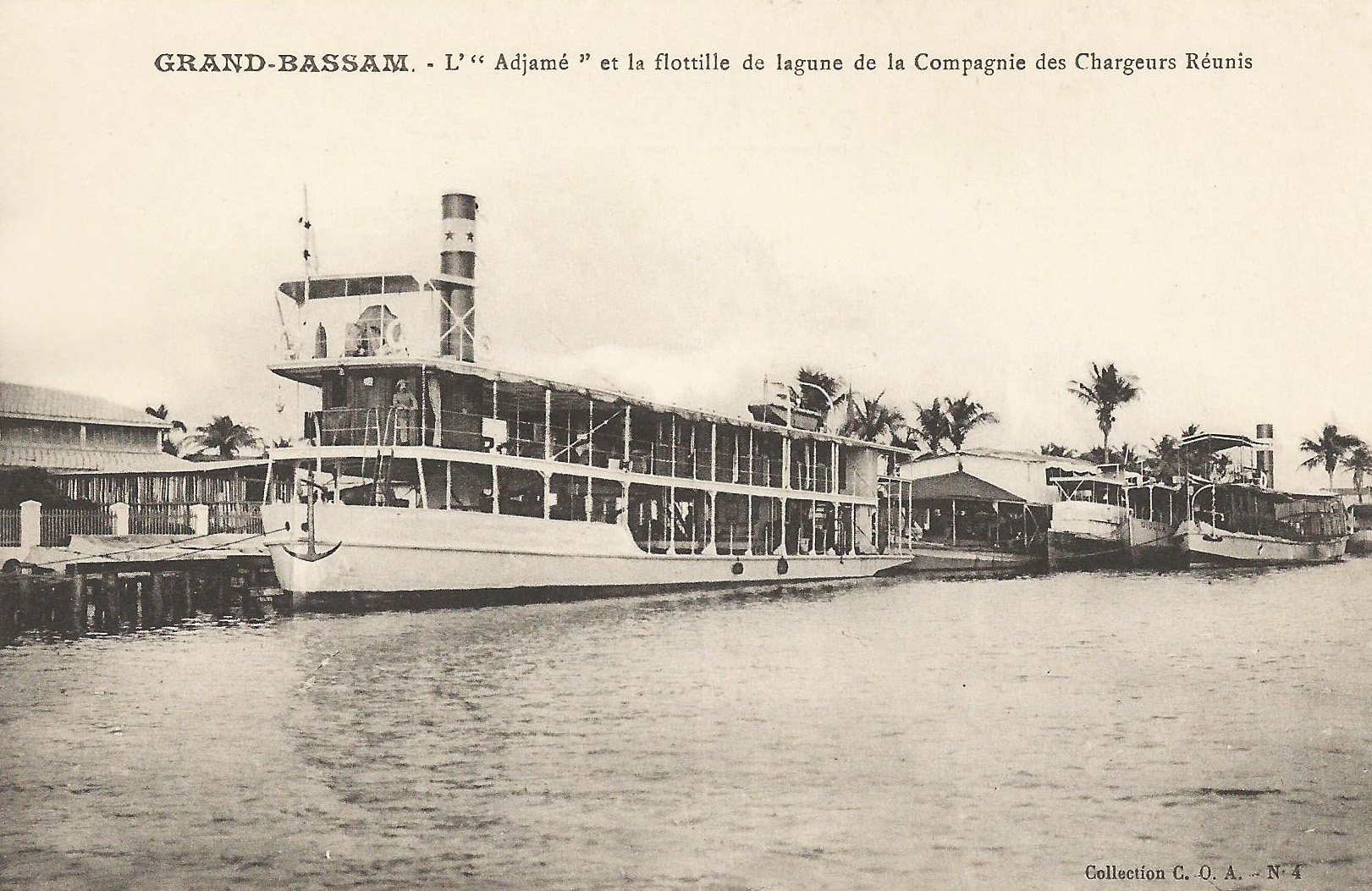
LAdjamé et la flottille de lagune de la compagnie des Chargeurs réunis à Grand-Bassam (Côte d'Ivoire) vers 1905.

La compagnie de navigation des chargeurs réunis est fondée en 1872 au Havre par le banquier parisien Jules Vignal. Son siège se situe alors 99, boulevard de Strasbourg. Elle construit dans les années 1920 son siège social à Paris, dans le quartier de la Madeleine, au 1 boulevard Malesherbes.

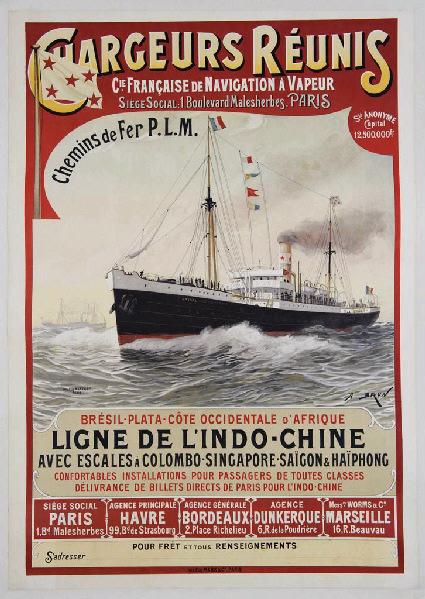
Alexandre Brun, affiche Chargeurs réunis, relative à la ligne de l'Indochine, musée d'Aquitaine.

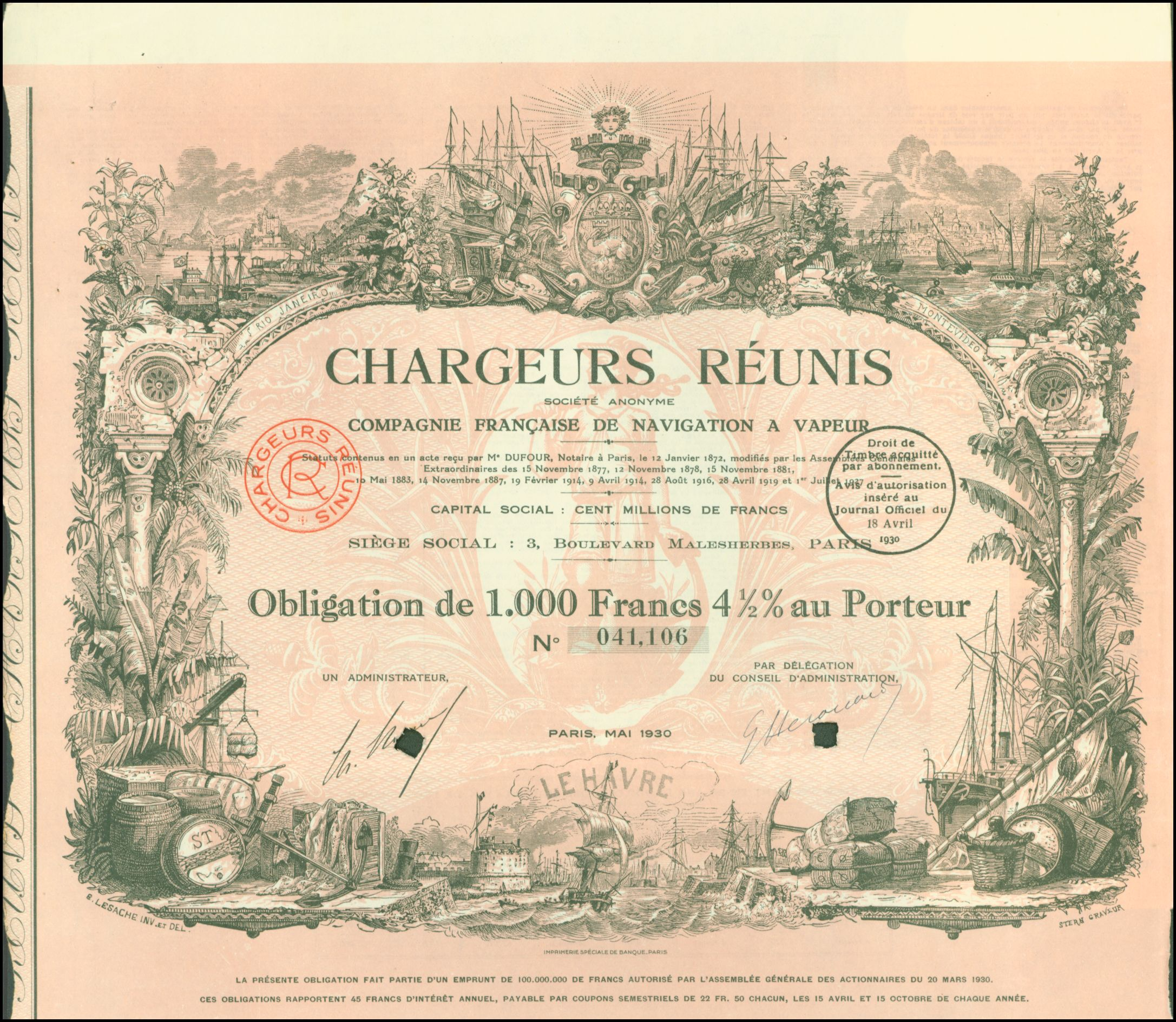
Obligation de Chargeurs réunis SA, mai 1930.

Ses navires à vapeur assurent des liaisons régulières avec le Brésil et l’Argentine : la compagnie arme le Belgrano qui appareille le 16 octobre 1872 pour Rio de Janeiro et Buenos Aires avec 450 passagers et 1 100 m3 de marchandises à bord. Les autres navires amiraux sont ensuite le Ville de Bahia, le Ville de Santos, le Ville de Janeiro, etc. L’Afrique est un paquebot appartenant à la compagnie de transport maritime des Chargeurs réunis ; construit en 1907, il effectue sa traversée inaugurale le 22 juillet 1908. Il avait pour mission de relier les différents ports de l'Afrique française (AOF et AEF).
Il fait naufrage le 12 janvier 1920 par gros temps aux abords nord-est du plateau de Rochebonne, à moins de 23 milles (42 km) des Sables-d'Olonne (Vendée, France) avec à son bord 602 personnes dont 568 périrent dans le naufrage. Cet accident est la plus grande catastrophe maritime dans les eaux françaises en temps de paix (le Lancastria coulé par la Luftwaffe le 17 juin 1940 cause la mort d'environ 4 000 personnes) par le nombre de victimes mais a été peu médiatisé à cause de l’élection présidentielle ayant lieu le même mois en 1920. La compagnie assure également la desserte maritime de la côte africaine occidentale, notamment avec les paquebots : Asie, Europe et Tchad, qui au départ de Bordeaux desservent les ports de Libreville, Port-Gentil, Pointe-Noire et Matadi,.
Passé sous le giron de la Compagnie Fabre & Cie (famille Cyprien-Fabre) en 1927, la société tente de racheter l'Aéropostale en 1933 et confirme sa volonté d'investir dans le transport aérien en fondant l'Aéromaritime.
En 1937, Chargeurs réunis retrouve son indépendance vis-à-vis de Fabre, qu'il rachète en 1964. En 1939, sa flotte est composée de cinq bananiers, de 25 cargos (dont deux appartiennent à l’État français, placés en gérance dans cette compagnie) et de 14 paquebots dont deux mixtes.
En 1949, Chargeurs réunis participe, aux côtés d'Air France, à la création de l'Union aéromaritime de transport, qui devient l'Union de transports aériens (UTA) en 1963, laquelle est rachetée par Air France en 1990.
Chargeurs réunis fusionne avec la Société générale des transports maritimes à vapeur (SGTM), acquise en 1960 en même temps qu'avec la compagnie Fraissinet. Chargeurs réunis rachète également Paquet, puis l'Union navale.
Les activités de Chargeurs réunis couvrent alors plusieurs champs du transport international : le transport maritime, le transport aérien, l'entreposage, le dédouanement sur les ports, mais aussi l'hôtellerie, avec l'enseigne Union touristique et hôtelière (UTH).
Le groupe est racheté par Jérôme Seydoux en 1980 et renommé « Chargeurs » en 1983.

### Virage de la fin duXXesiècle
Entre 1983 et 1995, le groupe Chargeurs se transforme : il sort des secteurs maritimes et aériens, se renforce dans le textile.
Il reprend  l'entreprise de tissage et filature PJT (Paul et Jean Tiberghien) en décembre 1987 représentant 12 % de la production textile française dont les usines à Tourcoing sont fermées en 1999.
Après avoir acquis une participation de 46 % du capital du Groupe Prouvost de 1983 à 1987, Jérôme Seydoux conclut, à l'issue d'un conflit boursier, le 11 avril 1988, avec l'homme d'affaires Christian Derveloy directeur de la Lainière de Roubaix représentant le groupe Prouvost devenu le groupe VEV, un accord aux termes duquel Chargeurs absorbe le secteur négoce, peignage et tissu de Prouvost pour 1,8 milliard de francs et VEV rachète les 47 % du capital passés entre les mains de Seydoux, pour une somme de 950 millions par lequel il lui cède cette participation mais reprend l'ensemble des activités de négoce, de tissage et de peignage de l'entreprise Prouvost. Après cet accord, le chiffre d'affaires du groupe Chargeurs dans l'activité textile s'élevait en 1988 à 8,4 milliards de F (1,7 milliard d'€).
Le groupe s'ouvre également vers un nouveau champ de développement : la communication. Le groupe fait ainsi l'acquisition de Pathé Cinéma en 1990. Il participe également, en 1985, à la création de la cinquième chaîne de télévision française, La Cinq, aux côtés de Fininvest, société appartenant à Silvio Berlusconi. En 1994, il prend le contrôle du journal Libération.
En 1995, Chargeurs est ainsi un groupe industriel diversifié, de dimension mondiale (plus de 75 % de son chiffre d’affaires est réalisé hors de France), qui exerce dans deux grands domaines d’activité : la communication et l'industrie textile.
En 1996, le groupe Chargeurs est scindé et donne naissance à deux sociétés : Pathé, qui reçoit les activités de télévision, de cinéma et de presse et Chargeurs international, qui reçoit les activités textiles (laine, tissus, entoilage), protection de surface et transport. Le 24 juin 1996, le groupe Chargeurs est admis à la cote officielle de la bourse de Paris.
Fin 2007, dans l'optique de se recentrer sur trois domaines, à savoir les films de protection, l’entoilage et la laine, Chargeurs international vend 50 % du capital de la société Fashion Company, société holding de textile, à la société marocaine Holfipar.
En octobre 2015, la société d'investissement Colombus Holding, fondée par Michaël Fribourg, rachète les participations  au sein de Chargeurs de Jérôme Seydoux et Eduardo Malone aux côtés d'investisseurs institutionnels et d'entreprises familiales français. Michaël Fribourg est nommé PDG de Chargeurs.

## Activités
Chargeurs, groupe industriel et de services d’implantation mondiale, emploie dans les domaines de la protection temporaire de surfaces, des textiles techniques et de la laine peignée 2 000 collaborateurs dans 45 pays.
Les données financières du groupe pour l'année 2019 sont les suivantes :
- chiffre d'affaires : 626 millions d'euros (+ 26 % depuis 2015) ;
- résultat opérationnel des activités : 41,4 millions d'euros (+ 35 % depuis 2015) ;
- résultat net part du groupe : 15,1 millions d'euros (équivalent à celui de 2015) ;
- marge brute d'autofinancement : 38,7 millions d'euros (+ 35 % depuis 2015).

## Actionnariat
Les actionnaires du groupe sont les suivants :
| Nom (mise à jour du 17 juin 2020)       | %      |
| Columbus Holding SAS (Michaël Fribourg) | 27,5 % |
| Sycomore Asset Management SA            | 10,4 % |
| Actions propres                         | 4,9 %  |
| Autres actionnaires                     | 57,2 % |